# Patricia-Inseln
Die Patricia-Inseln (in Australien Georges Islands) sind eine Gruppe von drei kleinen Inseln vor der Küste des ostantarktischen Kemplands. Diese liegen 24 km südwestlich des Austnes Point im westlichen Teil der Edward-VIII-Bucht.
Wissenschaftler der britischen Discovery Investigations entdeckten sie im Februar 1936 von Bord des Forschungsschiffs RRS William Scoresby und benannt sie. Die Namensgeberin ist nicht überliefert. Norwegische Kartografen kartierten sie anhand von Luftaufnahmen, die bei der Lars-Christensen-Expedition 1936/37 entstanden. Erstmals besucht wurden sie 1954 von einer Mannschaft um den australischen Geodäten Robert George Dovers (1921–1981) im Rahmen der Australian National Antarctic Research Expeditions. Namensgeber der australischen Benennung ist der französische Wissenschaftler Georges Schwartz, der an dieser Unternehmung beteiligt war.